# Верхняя Лукавица
Верхняя Лукавица (укр. Верхня Лукавиця) — село в Моршинской городской общине Стрыйского района Львовской области Украины.
Население по переписи 2001 года составляло 408 человек. Занимает площадь 8 км². Почтовый индекс — 82481. Телефонный код — 3245.

## История
В 1946 году указом ПВС УССР село Луковица-Горишная переименовано в Верхнюю Луковицу.